# John Christopher Cody
John Christopher Cody (* 16. Dezember 1899 in Ottawa; † 5. Dezember 1963 in London, Ontario) war ein kanadischer römisch-katholischer Geistlicher und Bischof von London in Ontario.

## Leben
John Christopher Cody war eines von elf Kindern einer Familie irischer Abstammung. Er erwarb seine erste Bildung an den Schulen St Malachy’s und St Mary’s in Ottawa. Im September 1912 trat er als einer der ersten Studenten in das St. Alexandre’s College der Spiritaner in Limbour, Québec ein, um dort ein Grundlagenstudium zu absolvieren. Sein weiterer Ausbildungsgang führte ihn an das Seminar der Sulpizianer in Montreal und an das Große Seminar in Ottawa. Einige Monate vor Erreichen des kanonischen Alters empfing er am 26. Mai 1923 in Ottawa durch Erzbischof Joseph-Médard Émard die Priesterweihe für das Erzbistum Ottawa. Er arbeitete als Seelsorger in verschiedenen Gemeinden des Erzbistums Ottawa.
Papst Pius XI. ernannte John Christopher Cody am 5. Januar 1937 zum Bischof von Victoria, British Columbia. Mit 37 Jahren war er zu jener Zeit der jüngste Bischof Kanadas. Die Bischofsweihe spendete ihm am 25. Februar 1938 der Erzbischof von Ottawa Joseph-Guillaume-Laurent Forbes; Mitkonsekratoren waren William Mark Duke, Erzbischof von Vancouver, und Louis Rhéaume OMI, Bischof von Haileybury, Ontario.
Am 6. April 1946 wurde John Christopher Cody zum Titularbischof von Elatea und zum Koadjutorbischof der kanadischen Diözese London in Ontario berufen. Er folgte am 2. Juni 1950 seinem Vorgänger John Thomas Kidd als Bischof von London.
Bischof Cody starb überraschend am 5. Dezember 1963 an den Folgen einer Hirnblutung.

## Wirken
John Christopher Cody war bekannt für seine umfassende Kenntnis der französischen Sprache und vertrat den Standpunkt, jeder Kanadier sollte beide Amtssprachen Kanadas beherrschen. Damit war er ein Unterstützer der Zweisprachigkeit in Kanada.